# ФК Ла Шо дьо Фон
ФК Ла Шо дьо Фон (на френски: FC La Chaux-de-Fonds) е швейцарски футболен клуб от град Ла Шо дьо Фон. Основан е през 1894 г. Домакинските си мачове провежда на стадион Шариер, който е с капацитет 12 700 места. Цветовете на отбора са жълто и синьо.

## Успехи
- Шампион на Швейцария (3): 1954, 1955, 1964

- Купа на Швейцария (6): 1948, 1951, 1954, 1955, 1957, 1961

## Известни играчи
- Даниел Жандюпьо
- Раул Ногес
- Пал Чернаи